# Tubajon
Tubajon (Bayan ng Tubajon) är en kommun i Filippinerna. Kommunen tillhör provinsen Dinagatöarna och ligger på ön med samma namn. Folkmängden uppgår till 6 800 invånare.
Tubajon är indelat i 9 barangayer.